# Trípoli (Grècia)
Trípoli (grec: Τρίπολη) és una ciutat de Grècia capital de la unitat perifèrica d'Arcàdia, al centre del Peloponnès. Té una superfície de 119,3 km² i una població de 28.976 habitants, i és la seu de la Universitat del Peloponès.

## Nom
A l'edat mitjana, el nom de la ciutat apareix sota diverses formes, principalment Dorvoglitza (grec: Δορβογλίτζα), Drobolitsà (Δρομπολιτσά), Dropoltsà (Δροπολτσά); aquest topònim pot provenir bé del grec Hidròpolis 'ciutat de l'aigua', o bé més aviat d'una llengua eslava amb el significat de 'plana dels roures'. Més tard, al segle xviii, els erudits relacionaren aquest nom amb la Trípolis Arcàdiaen per etimologia popular, que segons Pausànies era formada per Càl·lies, Dipena i Nònacris (Trípolis significa 'tres ciutats'), i posteriorment s'arribà a popularitzar la idea que la ciutat havia sorgit de la població que abandonà tres de les principals ciutats d'Arcàdia: Tègea, Mantinea i Pal·làncion, totes tres molt pròximes a Trípolis (Leake considerava que eren Tègea, Mantinea i el castell de Moukhligr).
Així doncs, el nom grec esdevengué Tripolitsà (grec: Τριπολιτσά), que amb la independència es modificà en Trípolis (Τρίπολις) per donar-li un aire més hel·lènic. Amb l'adopció del grec demòtic com a variant vehicular de l'estat, el nom esdevengué oficialment Trípoli (Τρίπολη).

## Història
La ciutat va ser fundada cap al segle xiv. El 1770 es va convertir en la capital del Peloponnès. Durant la Guerra d'independència de Grècia, Theódoros Kolokotronis la va prendre el 5 d'octubre del 1821, i va devastar la població turca. Ibrahim Baixà la va reprendre al juny del 1825 i la va destruir el 1828. Va ser immediatament reconstruïda pel nou estat grec independent, i va ser rebatejada amb el nom de Trípoli.

## Demografia
| Any  | Població | Població de l'aglomeració |
| ---- | -------- | ------------------------- |
| 1911 | 10.789   | -                         |
| 1981 | 21.337   | -                         |
| 1991 | 22.429   | 26.432                    |
| 2001 | 25.520   | 28.976                    |

## Esports
L'equip de futbol d'aquesta ciutat és l'Asteras Tripolis FC.

## Ciutat agermanada
Trípoli està agermanada amb:
- Biblos, Líban